# Crioulo lageano
Crioulo lageano é uma raça de boi taurino surgida na região sul do Brasil, em Santa Catarina, na região de Lages.

## História
Desde o descobrimento do Brasil, os portugueses trouxeram gado bovino de origem taurina que foram dispersadas no Brasil e tiveram que se adaptar e sobreviver, desenvolvendo-se por séculos, resultado nos animais atuais. O gado ancestral que deu origem a esta raça também deu origem às raças gado pantaneiro, caracu, curraleiro pé-duro, gado franqueiro e o gado junqueira, sendo todos taurinos e com bastante semelhanças físicas. Tais animais provavelmente descendem de raças portuguesas do tipo aquitânico ou turdetano, representadas pela Alentejana (ou Transtagana), Galega (ou Minhota) e Mirandesa. É certo que não foram somente estas raças que participaram da formação, outras raças de gado do tronco ibérico podem ter contribuído, sendo possível que gado africano também tenham participado.
Há quem considere que o gado franqueiro e o crioulo lageano serem a mesma raça. Este gado reinou as pastagens do sul do país até o começo do século XX, onde começou a ser substituído por raças europeias. A raça só chegou ao século XXI devido ao trabalho de preservação de alguns criadores e preservacionistas. É estimado em existir, atualmente, mais de 3 mil animais da raça. É reconhecida pelo MAPA (Ministério da Agricultura, Pecuária e Abastecimento).

## Características
A raça é considerada de dupla aptidão para carne e leite, destacando-se por ser muito rústica, reduzindo bastante os custos de criação. Possui carne marmorizada, considerada de alta qualidade, conferindo maior qualidade gastronômica a mesma. Existem duas variedades: a aspada (com chifres) e a mocha.
A raça é considerada de porte médio, o peso dos machos fica em média de 800 quilos e as fêmeas entre 500 e 600 quilos.

## Distribuição do plantel
A grande maioria dos animais estão concentrados na região sul do Brasil. Porém existem animais no sudeste e centro-oeste.

## Melhoramentos genéticos
A raça tem sido selecionada para aprimorar as características consideradas mais vantajosas.

## Valor genético
A conservação dos seus genes permite identificar a sua composição e seu uso naquelas características consideradas vantajosas, aprimorando o próprio plantel, de outras raças (principalmente taurinas) ou na criação de novas raças.